# Боас Паншо
Боас Паншо (фр. Boisse-Penchot) насеље је и општина у јужној Француској у региону Миди Пирене, у департману Аверон која припада префектури Вилфранш де Руерг.
По подацима из 2011. године у општини је живело 536 становника, а густина насељености је износила 115,52 становника/km². Општина се простире на површини од 4,64 km². Налази се на средњој надморској висини од 187 метара (максималној 463 m, а минималној 172 m).

## Демографија
| 1962. | 1968. | 1975. | 1982. | 1990. | 1999. | 2011. |
| ----- | ----- | ----- | ----- | ----- | ----- | ----- |
| 652   | 735   | 622   | 646   | 546   | 509   | 536   |

График промене броја становника у току последњих година